# Diecezja Kabwe
Diecezja Kabwe – diecezja rzymskokatolicka w Zambii. Powstała w 2011.

## Biskupi diecezjalni
- Clement Mulenga,(od 2011)